# 萨里·克罗克斯
萨里·克罗克斯（芬蘭語：Sari Krooks，1968年2月2日—），芬兰女子冰球运动员。她曾代表芬兰参加1998年冬季奥林匹克运动会冰球比赛，获得一枚铜牌。她也曾获得五枚世界女子冰球锦标赛铜牌。